# Patrick Malone
Patrick Malone (irisch Pádraig Ó Maoileoin; * 30. Mai 1916 im County Kildare; † 3. Dezember 1993) war ein irischer Politiker der Fine Gael. Er war von 1970 bis 1977 Teachta Dála (Abgeordneter) des Dáil Éireann, dem Unterhaus des irischen Parlaments (Oireachtas), und von 1965 bis 1970 Mitglied des Seanad Éireann. 

## Leben
Malone versuchte zunächst, aber ohne Erfolg, bei der Nachwahl für den verstorbenen William Norton im Februar 1964 im Wahlkreis Kildare in den Dáil einzuziehen. Stattdessen wurde er über die Landwirtschaftsliste 1965 in den Seanad gewählt. 1969 wurde er über die Verwaltungsliste in den Seanad wiedergewählt. Bei der Nachwahl für den verstorbenen Gerard Sweetman im Wahlkreis Kildare im April 1970 konnte er dann in den Dáil einziehen. Diesen Sitz konnte er bei den Wahlen zum Dáil Éireann 1973 verteidigen. Bei den Wahlen 1977 verlor er seinen Sitz.